# 遠藤常久
遠藤 常久（えんどう つねひさ）は、美濃八幡藩の第5代藩主。第4代藩主・遠藤常春の長男（庶子）。

## 生涯
元禄2年（1689年）、父の死により跡を継いだ。このとき、常久の諱を名乗った。しかし元禄5年（1692年）3月晦日（異説では3月20日、4月晦日などもある）、7歳の幼少で死去した。常久の死因は疱瘡であるが、毒殺であるとする説がある。藩重臣の池田主馬は常久を毒殺して自分の子を藩主に擁立しようと陰謀を企てたが、他の重臣が真実を知って猛反対し、この一連の騒動も幕府に露見したとされる。
遠藤家は無嗣断絶となったが、藩祖である慶隆の功績などが考慮され、遠藤家とは無縁の将軍・徳川綱吉の側室瑞春院（お伝の方）の妹と旗本白須正休の長男を、親族の戸田氏成の養子とした上でさらに遠藤家の養子として遠藤胤親と名乗らせ、1万石で跡を継ぐことで存続を許された。